# Iris sintenisii
Iris sintenisii är en irisväxtart som beskrevs av Victor von Janka. Iris sintenisii ingår i släktet irisar, och familjen irisväxter.

## Underarter
Arten delas in i följande underarter:
- I. s. brandzae
- I. s. sintenisii

## Bildgalleri

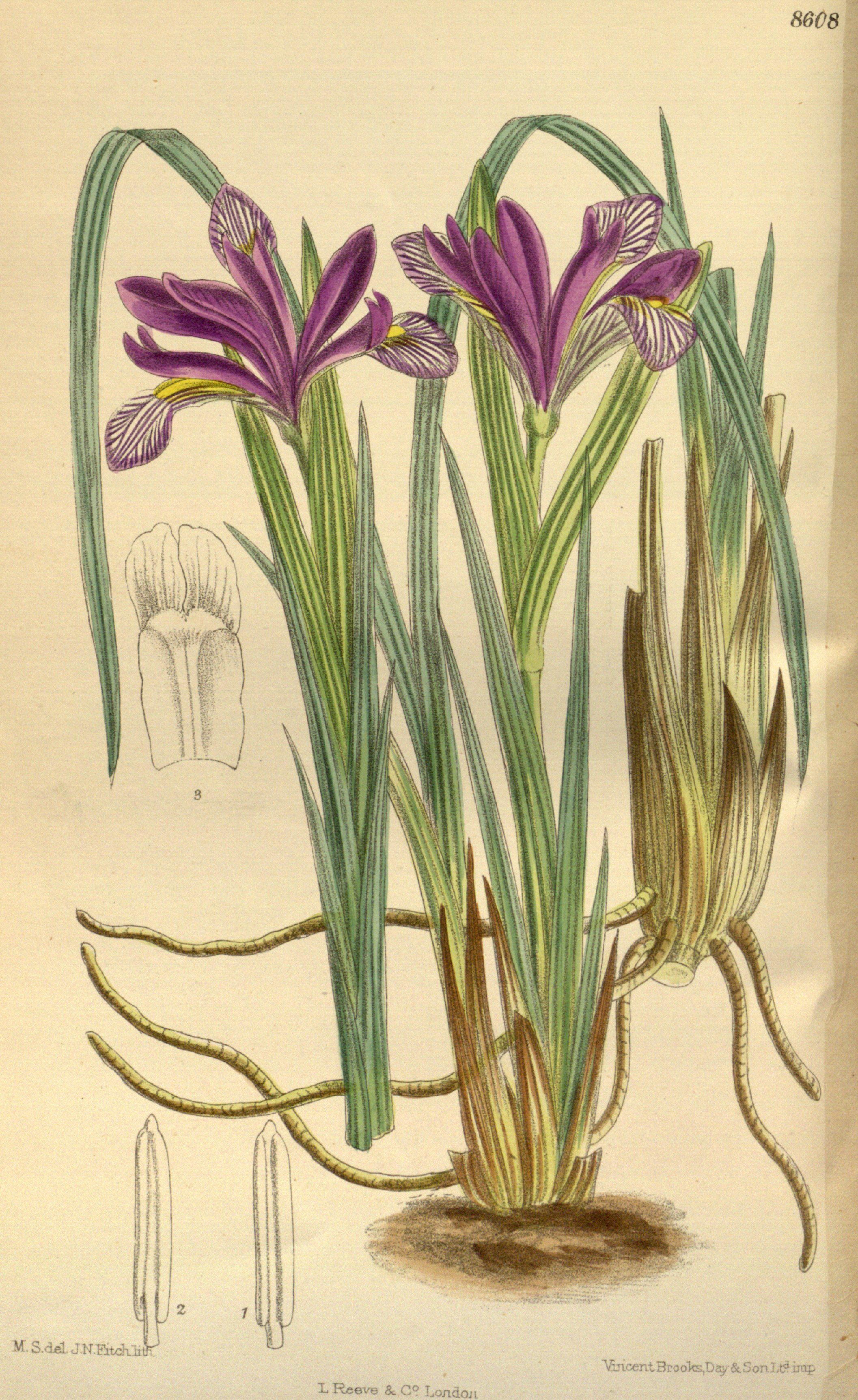